# Balázs Adolf
Balázs Adolf, född 5 september 1999 i Budapest, är en ungersk kanotist.

## Karriär
Adolf började paddla 2008 i Szentendre. Vid ungdoms-VM i kanotmaraton 2016 i Brandenburg tog han brons i C1. Vid ungdoms-EM 2017 i Belgrad tog Adolf brons i C4 500 meter och vid ungdoms-VM i kanotmaraton 2017 tog han guld i C1. Han började under året även byta fokus från kanotmaraton till kanotsprint.
2018 tog Adolf silver vid U23-VM i kanotmaraton. Vid U23-VM 2019 slutade han på 4:e plats i C1 1000 meter. Vid VM i Szeged 2019 tog Adolf silver i C-1 5000 meter. Vid olympiska sommarspelen 2020 i Tokyo tävlade han i två grenar. Adolf slutade på 7:e plats i B-finalen i C-1 1000 meter, vilket blev totalt 15:e plats i tävlingen. I C-2 1000 meter tävlade han med Dániel Fejes och de slutade på tredje plats i B-finalen, vilket var totalt 11:e plats i tävlingen.
Vid VM i Köpenhamn 2021 tog Adolf två medaljer. Han tog brons i C-1 1000 meter efter att slutat bakom tyske Conrad Scheibner och tjeckiske Martin Fuksa samt guld i C-1 5000 meter.